# Kiwanda
Kiwanda es un espacio de co-working ubicado en el 50 Rue de Montreuil del undécimo distrito de París. 
Kiwanda es un espacio de trabajo y de eventos que agrupa actores de la economía social y solidaria y del emprendimiento social reunidos bajo el nombre de "imprendedores". 

## Actividad
Kiwanda significa « fábrica » en Swahili.
Las actividades principales del espacio son: primero Kiwanda es un local de co-working, segundo es un lugar que crea relaciones profesionales y tercero Kiwanda es una red de "imprendedores".

## Histórico

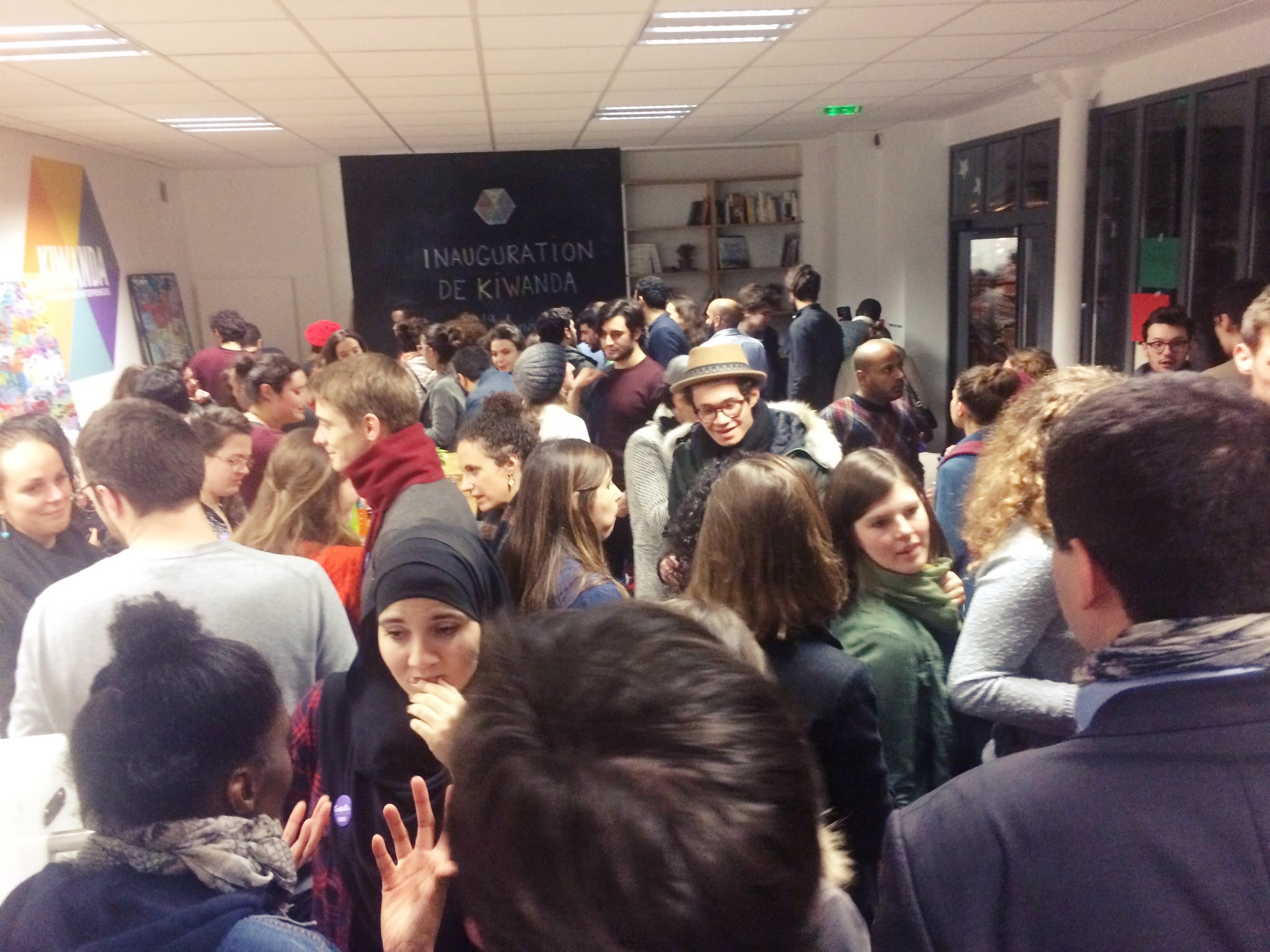
Inauguración del espacio Kiwanda el 17 de enero de 2017.

### Fundación
Kiwanda fue cofundado por las asociaciones SINGA y Coexister en el mes de octubre del 2016.
La inauguración oficial de Kiwanda fue el 17 de enero del 2017. A este evento asistieron los miembros de las asociaciones residentes, varios invitados exteriores y el alcalde adjunto de París, el señor Jean-Louis Missika.

### Evolución
En el transcurso de los tres primeros años de actividad, el número de residentes presentes en Kiwanda duplicó.
En junio de 2018 la asociación Wintegreat se une a SINGA y Coexister como residente permanente. Pocos meses después, en septiembre de 2018 el equipo de la organización AIME llegó a Kiwanda y se convirtió en el cuarto residente permanente.
Además de las asociaciones, los proyectos del incubador de SINGA pueden usar los locales de Kiwanda para desarrollar sus ideas y proyectos.
|    | Promo 1                           | Promo 2                                           | Promo 3                     | Promo 4                     | Promo 5                     | Promo 6                             |
| -- | --------------------------------- | ------------------------------------------------- | --------------------------- | --------------------------- | --------------------------- | ----------------------------------- |
| 1  | Consulting                        | The Dream Cinematography                          | Solodou                     | Causons                     | Proyecto                    | Una Buena Acción                    |
| 2  | Colectivo Yacoubian               | Natakallam                                        | Galería IZUBA               | Les Ptits Plans             | El Arte Kaan                | Abadaj                              |
| 3  | Cultivemos la diversidad cultural | Las Cartas Persas                                 | Umoya                       | SOSO                        | Unir                        | El Bercail                          |
| 4  | Creación & Cocina                 | No Gap                                            | IDS                         | Tilt                        | Recetas Nómadas             | Metishima                           |
| 5  | Daraja                            | Café Bienvenida                                   | Zaafran                     | Caracol                     | Humaniraty Diaspo           | EYEVIEW                             |
| 6  | El Whoda Internacional            | Festival del joven teatro persa                   | Kingz                       | Eat and Meet                | El Falaf                    | Denty                               |
| 7  | Kodiko                            | Los secretos de cés de Darbouka                   | Del Pan y de las Rosas      | Sigirl Bojun                | Euterpe                     | Aprender Juntos                     |
| 8  | Roomoz                            | Kivu sobre Escena                                 | Nahawad                     | Agencia Turística Inovadora | Agencia Turística Inovadora | Solidaridad Mujeres en Diáspora     |
| 9  | Textfugees                        | Centro de intercambio intercultural y lingüístico | Sama for all (Singa Museum) | Moo Tie & Die               | Nomadistan                  | El Restaurante Solidario de Solange |
| 10 | Thot                              | Kaoukab                                           | Zigguart                    | París Language School       | Pizzeria domiciliarios      | Tarek: Pastelería de Dania y Lara   |
| 11 | Vídeo Solidario                   | The AFM                                           | Artestan                    | Sama for all                | Guiti News                  | Roboot                              |
| 12 | WelcomeHere                       | Artestan                                          |                             | Digital Up                  | Restaurante Sudanés         | Plataforma de Deportes Extremos     |
| 13 |                                   | Meet My Mamma                                     |                             | Izuba Gallery               | Hairdresser Salón           | Filmena                             |
| 14 |                                   | White Dove                                        |                             | Alara                       | Import/Export               |                                     |
| 15 |                                   |                                                   |                             | Zigguart                    | Traducción Médica           |                                     |
| 16 |                                   |                                                   |                             | Restaurante Indio           |                             |                                     |

Para terminar, varias salas y espacios de Kiwanda son alquilados frecuentemente a personas, asociaciones o empresas exteriores.

## Organización del espacio

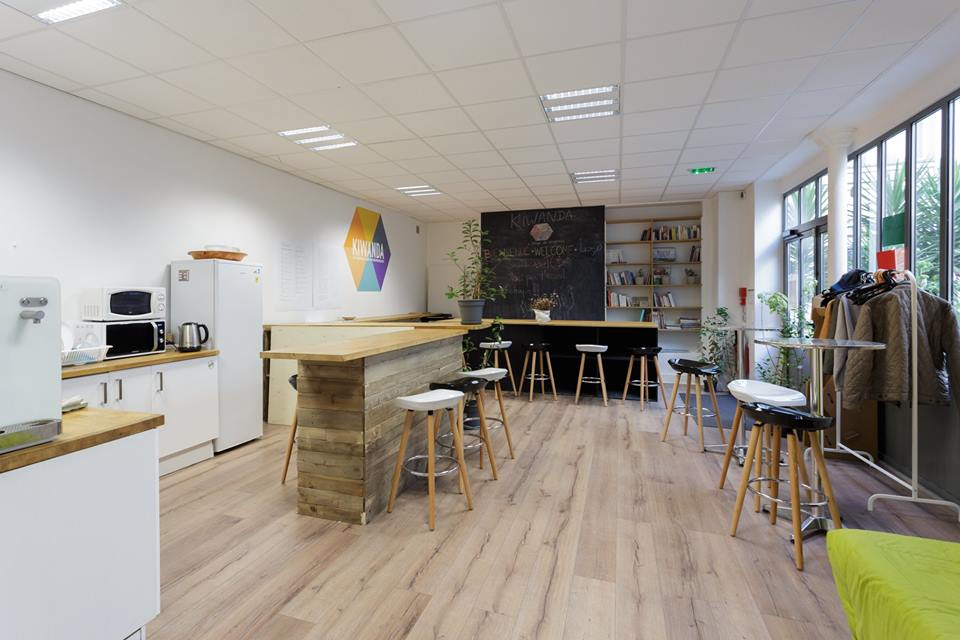
En la planta baja, un espacio para compartir y para organizar eventos

Kiwanda es un espacio modulable de 400 metros cuadrados. Este espacio tiene dos pisos, un patio interior y un espacio para aparcar bicicletas.

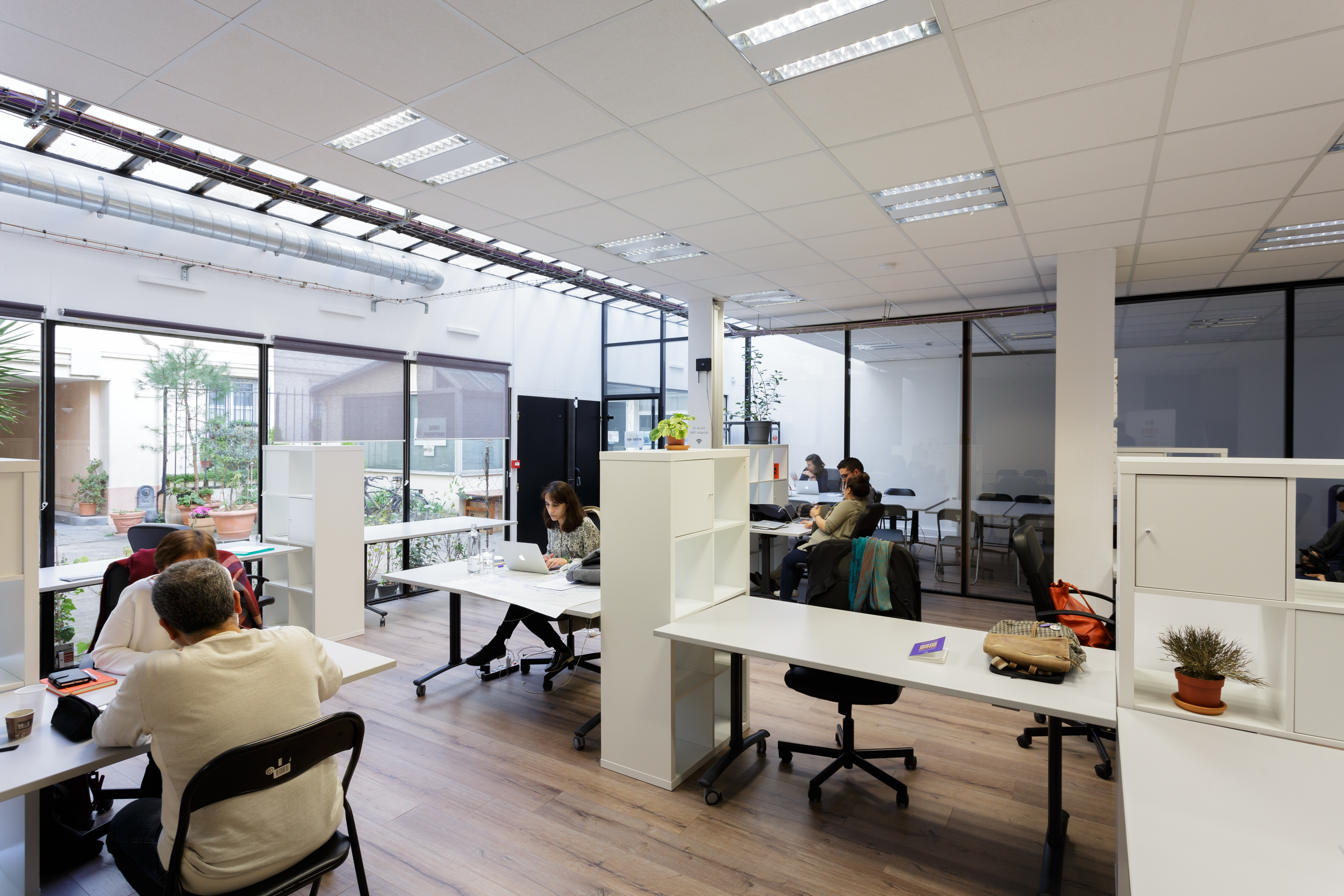
Escritórios en open space de Kiwanda

La planta baja está dividida en tres partes. Primero un espacio para compartir con una cocina equipada, sofás y sillas además de una mesa para comer y trabajar con sillas. Hay también una fuente de agua y una máquina de café así como una impresora y baños.
En segundo lugar, en este mismo piso, atravesando una puerta lateral, se encuentra el espacio de trabajo con escritórios individuales acondicionados en «open-space». Además hay varias sillas y muebles.
Los escritorios individuales en «open-space» de la planta baja son utilizados por:
- las personas y proyectos que forman parte del incubador y/o acelerados del programa empresarial de Singa
- las miembros de la asociación AIME
- otras personas, asociaciones y empresas que alquilan un escritorio

Para terminar, la planta baja cuenta con dos salas de reunión. Cada una tiene una capacidad de 10 personas. Estas dos salas llamadas Aquarium 1 y Aquarium 2 se pueden abrir y juntar para crear una sala de reunión con una capacidad de 20 personas y denominada Aquarium Empresa. 
Para continuar, las oficinas de SINGA, Coexister y Wintegreat se encuentran en el segundo piso. En este segundo piso también hay otra sala de reunión que cuenta con una capacidad de seis personas y se llama Nautilus. Además, en este piso hay una cabina telefónica y dos baños. Finalmente, el premier piso tiene una sala conocida como «sala chill».

## Asociaciones Residentes
Cuatro asociaciones principales tienen sus oficinas en Kiwanda: Singa, Coexister, Wintegreat y AIME.

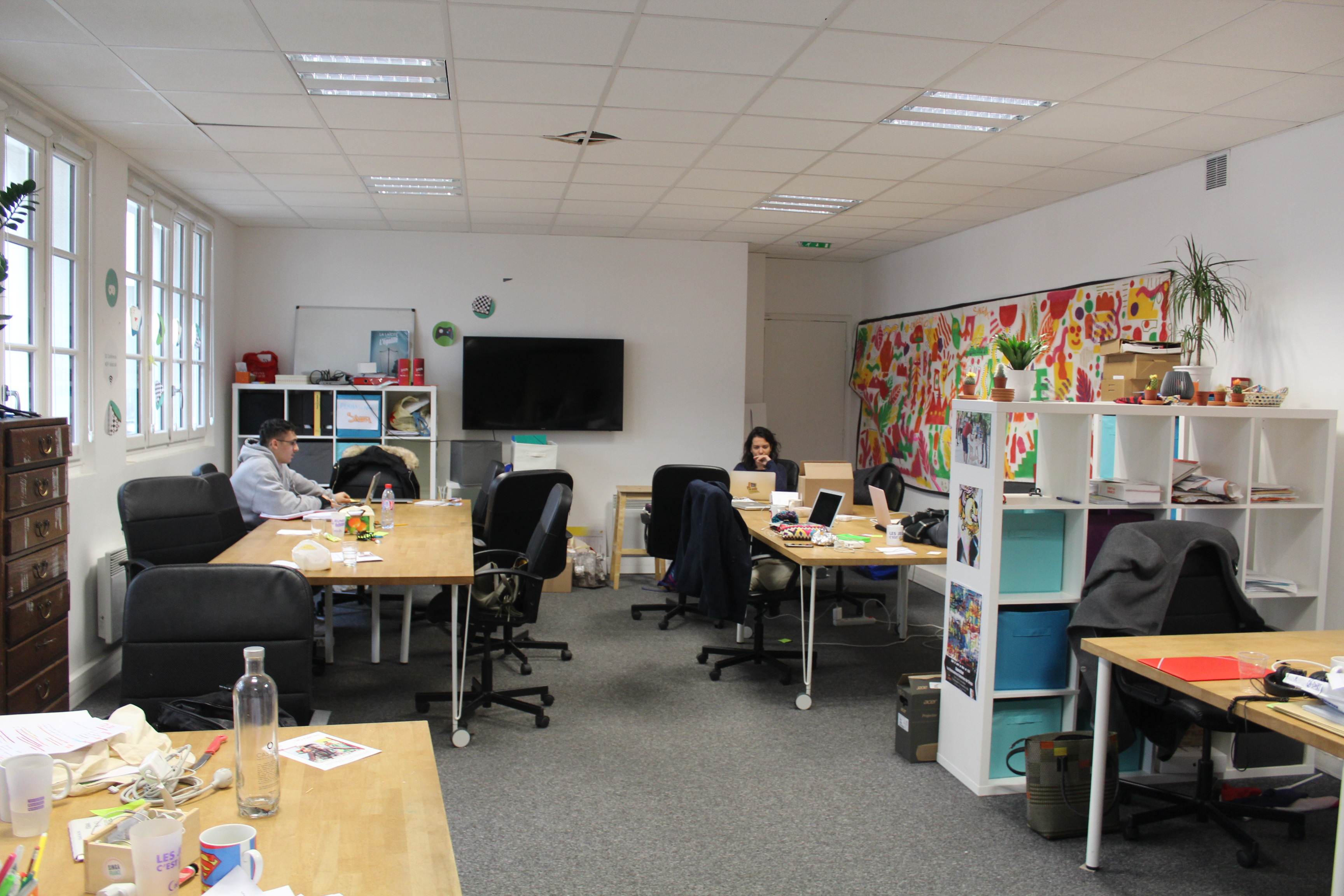
Oficinas de la asociación Singa en el primer piso de Kiwanda

### SINGA
SINGA es un movimiento ciudadano que fue pensado con el fin de facilitar la creación de vínculos entre las personas recién llegadas y las sociedades que las acogen. Para lograr este objetivo SINGA propone varios programas, como por ejemplo: 
- Programas que apoyan a los ciudadanos que organizan eventos diversos, gratuitos y abiertos a todos con el objetivo de crear lugares de encuentro, facilitar los intercambios y consolidar las relaciones[21]
- Singa también creó un programa empresarial que tiene como objetivo contribuir al establecimiento de proyectos hechos por y/o para las personas refugiadas.[3][13][21][22]
- Para terminar, el programa Calm (abreviación en francés de la expresión "como en casa") crea contactos entre personas refugiadas sin solución de alojamiento y particulares que desean acoger a estas personas durante un tiempo determinado.[23][24][25]

Cada programa es pensado con el objetivo de crear vínculos teniendo en cuenta proyectos y contextos diferentes.  

### Coexister
Coexister es un movimiento de 45 grupos en Francia que permite a jóvenes entre 15 y 35 años de vivir una experiencia positiva de la diversidad. Dos objetivos principales son la base de la asociación. Primero «utilizar [las] diferencias al servicio de la sociedad». Segundo, «desconstruir los estereotipos sobre las religiones». Para alcanzar estos objetivos Coexister organiza frecuentemente un gran número de acciones y actividades: conferencias, évènements y talleres en las escuelas.

### Wintegreat
Wintegreat es «una startup social que se esfuerza en darle vida a los proyectos profesionales de las personas refugiadas». Para llegar a este objetivo la asociación construye programas de cooperación con Grandes Escuelas, Universidades y empresas.  Estos programas de cooperación ayudan Wintegreat a ofrecer formaciones especializados para los refugiados.
La Asociación Internacional de Movilización para la Igualdad(AIME siglas en francés) es una organización sin ánimo de lucro creada en 2009 en Francia por estudiantes de la universidad de HEC Montreal. El objetivo de la asociación es participar y/o implementar proyectos que tengan como objetivo reducir la pobreza y ayudar las poblaciones excluidas. Hoy AIME apoya 24 estructuras locales en 11 países diferentes repartidos en Asia, en África y en América Central.

## Eventos e Invitados Especiales
Kiwanda organiza eventos frecuentemente . Por ejemplo en 2018, Kiwanda organizó 325 eventos.
Eventos organizados frecuentemente en Kiwanda son, por ejemplo, desayunos y almuerzos colectivos abiertos a todos. 
Por otro lado, las asociaciones residentes o invitados externos organizan frecuentemente formaciones y talleres. Por ejemplo: el programa empresarial de SINGA organiza al menos dos vez por mes talleres especialmente preparados para las personas que forman parte de su programa de incubación y aceleración. 
Otros ejemplos de formaciones incluyen: formaciones sobre la interculturalidad realizados por SINGA y formaciones sobre la web-marketing ofrecido por The Machinery, entre otros.
Finalmente, un jueves de por medio un proyecto incubado en Kiwanda organiza un almuerzo con especialidades de Sri Lanka.

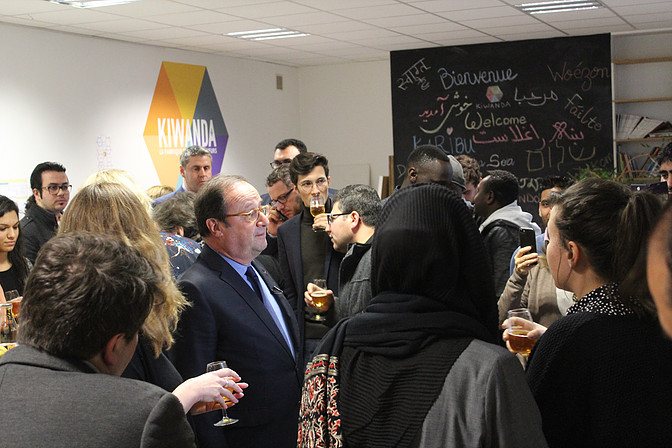
Visita de François Hollande

Aparte de la organización de eventos más o menos grandes, Kiwanda ha recibido visitas de personalidades políticas. 
Algunos ejemplos de personalidades que han venido a visitar Kiwanda son (en orden cronológico):
- El ministro a cargo de la ciudad y del alojamiento Julien Denormandie vino a Kiwanda el 18 de marzo del 2019 para hablar con la asociación Coexister y para conocer mejor el programa Calm de SINGA;[44]
- Najat Vallaud-Belkacem que es, entre otros, administradora de la Fundación Tent visitó Kiwanda en el mes de diciembre del 2018;
- La ministra del trabajo Muriel Pénicaud vino a Kiwanda el primero de octubre del 2018;
- Leïla Slimani visitó los locales en el mes de mayo de 2018;
- François Hollande fue a visitar a las personas que hacían parte del programa empresarial de SINGA el 9 de marzo de 2018;
- Benoit Hamon;
- Hapsatou Sy;
- Antoinette Ghul.

## Páginas externas
- Página de Internet Oficial
- Portal:Paris. Contenido relacionado con travail et métiers.

- Datos: Q64735241